# Brad Oleson
Bradley Scott Oleson (Anchorage, Alaska, Estats Units, 11 d'abril de 1983) és un jugador de bàsquet amb doble nacionalitat espanyola i estatunidenca. Juga d'escorta.

## Trajectòria
Oleson es va formar a la North Pole High School de Fairbanks, a Alaska. Va jugar a l'NCAA a l'equip de la Universitat d'Alaska Fairbanks, els Alaska Nanooks. El 2005 va ser contractat pel Beirasar Rosalia de Santiago de Compostel·la, que jugava a la LEB Plata. La temporada 2006 - 07 va pujar a la LEB Or, categoria en la qual jugaria la temporada següent. El 20 de juny de 2010, Oleson va ser preseleccionat per disputar el Mundial de Turquia amb Espanya, tot i que finalment no va formar part de la selecció.

### ACB
La temporada 2008-09 va ser contractat per l'Alta Gestión Fuenlabrada de l'ACB, debutant en la lliga el 5 d'octubre de 2008 davant del CB Múrcia. Els problemes amb el seu fitxatge pel Fuenlabrada es van solucionar el 17 de desembre de 2008 en arribar a un acord econòmic pel seu traspàs entre ambdues parts - B. Fuenlabrada i C. B. Rosalía de Castro, i signant amb el conjunt madrileny per quatre anys.
En la segona jornada de la temporada, Oleson va aconseguir la seva primera nominació com a Jugador de la Jornada, en aconseguir 39 punts de valoració davant del Pamesa València. El 18 de gener de 2009 va compartir amb Curtis Borchardt la designació com a MVP de la jornada 18, en què va anotar 29 punts i va aconseguir 32 punts de valoració. A la jornada 23 va tornar a compartir la nominació amb un altre jugador, aquesta vegada Marcus Haislip; Oleson va aconseguir 29 punts i va obtenir un 33 de valoració.
Oleson va ser MVP del mes de febrer a l'ACB després de fer de mitjana 29 punts, 2 rebots, 3,5 assistències, 1 recuperació, 7,5 faltes rebudes i una valoració de 30,5 punts per partit en els dos partits que va disputar el seu equip aquell mes.
Aquella mateixa temporada va guanyar premi al jugador revelació de la Lliga ACB, obtenint un total de 90 vots i sent el més votat per part d'entrenadors, periodistes i jugadors, i el segon pels aficionats, que van triar a Pablo Aguilar, qui va empatar en el segon lloc amb Sergi Llull.
Durant la temporada 2008-09, el jugador va ser contractat pel Reial Madrid per a la temporada 2009-2010. El fitxatge va ser efectuat pels directors de la secció de bàsquet del Reial Madrid, Antonio Martín i Alberto Herreros. Finalment va recalar al Caja Laboral, en una operació per la qual el Reial Madrid es feia amb els drets de Sergi Vidal i Pablo Prigioni. Ja començada la temporada 2009-10, Oleson va jurar la constitució espanyola el 21 d'octubre de 2009, obtenint així la nacionalitat espanyola. Aquella mateixa temporada, el Caja Laboral es va imposar al Regal FC Barcelona a la final de l'ACB, aconseguint així Oleson el títol de lliga.
El mes de gener de 2013 va ser traspassat al FC Barcelona, després d'haver disputat la meitat de la temporada amb el Caja Laboral. El març de 2015 va renovar el seu contracte amb el Barça per dues temporades, fins al 30 de juny de 2017.
El mes de juny de 2017 el FC Barcelona fa oficial la no renovació d'Oleson per la propera temporada. Un mes més tard, el 13 de juliol de 2017, fitxa per dues temporades per l'UCAM Murcia.

## Selecció estatal
El juny de 2010 va ser inclòs en la llista de 24 jugadors facilitada per la Federació Espanyola de Bàsquet a la FIBA per integrar la Selecció de bàsquet d'Espanya al Campionat Mundial de Bàsquet de 2010, encara que finalment, el seleccionador espanyol, Sergio Scariolo, no el va incloure en la llista de 15 jugadors que es concentrarien a Las Palmas prèviament al campionat.

## Clubs
- Alaska Nanooks: 2002 - 2005.
- Club Bàsquet Rosalía de Castro: 2005 - 2008.
- Bàsquet Fuenlabrada: 2008 - 2009
- Caixa Laboral: 2009 - 2013
- FC Barcelona: 2013 - 2017
- UCAM Murcia: 2017-

## Palmarès
- Premi al jugador revelació de la Lliga ACB 2009.
- Lliga ACB 2009/10

### FC Barcelona
- 2013-2014 Lliga ACB[15]